# 池田富保
池田 富保（いけだ とみやす、1892年5月15日 - 1968年9月24日）は、日本の映画監督・脚本家・俳優である。旅役者としてスタート、映画俳優「尾上 松三郎」（おのえ まつさぶろう）として映画のキャリアを始める。晩年は映画監督を廃業し、映画俳優「望月 健佐」（もちづき けんすけ）として東映京都撮影所作品に出演した。

## 人物・来歴
1892年（明治25年）5月15日（日曜日）、兵庫県美嚢郡中吉川村（現・三木市）に池田民治として生まれる。
旅役者であったが、日活のスター俳優の尾上松之助に発見されて映画俳優となる。1921年（大正10年）、日活京都撮影所に入社、「尾上松三郎」を名のり、同年3月10日公開の牧野省三脚本・監督、尾上松之助主演による大作『実録忠臣蔵』に出演する。このころ、松之助に勧められて匿名でシナリオを書いたところ、評判となる。
1923年（大正12年）9月1日の関東大震災ののち、日活の東京・向島撮影所から現代劇部のスタッフが移転してくる流れのなかで、俳優から演出部に転向、1924年（大正13年）1月7日、『渡し守と武士』を監督して映画監督としてデビューした。同作は、「日活京都の時代劇」で初めて女形に代わって、女優を起用した作品である。
1932年（昭和7年）8月、中谷貞頼専務による池永浩久所長以下200人解雇事件で日活を抜け、1933年（昭和8年）、池永がJ.O.スタヂオ内に設立した太秦発声映画の設立に参加し、同社でトーキー映画『博士の子』を監督する。やがてJ.O.スタヂオの東宝色が強くなるにつれ、日活に戻る。
1942年（昭和17年）4月の合併で設立した大日本映画（大映）に残留し、日活京都撮影所は大映京都撮影所と名を変えたが、同撮影所で同年、『伊賀の水月』を監督し、同年8月13日、同作は紅系で公開された。
脚本家としては「滝川紅葉」「池田菁穂」と名乗り、監督作ではなく脚本単独でも執筆した。
第二次世界大戦後は、1946年（昭和21年）、池田は大同映画を設立、橘公子らを大映から引き抜こうとしたが、映画製作をすることはできなかった。
1953年（昭和28年）8月5日公開の新東宝作品『鞍馬天狗と勝海舟』を最後に監督業を廃業、「望月健佐」名義で東映京都撮影所作品に俳優として出演した。
1968年（昭和43年）9月24日死去。満76歳没。夫人は尾上松之助の実妹。

## おもなフィルモグラフィ

### 俳優
- 『実録忠臣蔵』、監督・脚本牧野省三、主演尾上松之助、日活京都撮影所、1921年3月10日、浅草・富士館 - 「尾上松三郎」名義
- 『ひばり捕物帖 折鶴駕篭』、監督工藤栄一、東映京都撮影所、1960年7月6日 - 「望月健佐」名義

### 監督
- 『渡し守と武士』、日活大将軍撮影所、1924年1月7日
- 『荒木又右衛門』、日活大将軍撮影所、1925年11月1日
- 『実録忠臣蔵 天の巻・地の巻・人の巻』、日活大将軍撮影所、1926年4月1日
- 『地雷火組』、日活大将軍撮影所、1927年
- 『建国史 尊王攘夷』、日活太秦撮影所、1927年10月1日
- 『維新の京洛 竜の巻 虎の巻』、日活太秦撮影所、1928年9月27日
- 『ちりめん供養』、日活京都撮影所、1934年3月15日
- 『栗山大膳』、日活京都撮影所、1936年
- 『荒木又右衛門』
- 『水戸黄門』
- 『鞍馬天狗と勝海舟』、新東宝、1953年8月5日